# 葉隠
『葉隠』（はがくれ）は、江戸時代中期（1716年ごろ）に書かれた書物。肥前国佐賀鍋島藩士・山本常朝が武士としての心得を口述し、それを同藩士田代陣基が筆録しまとめた。全11巻。葉可久礼とも。『葉隠聞書』ともいう。

## 概要

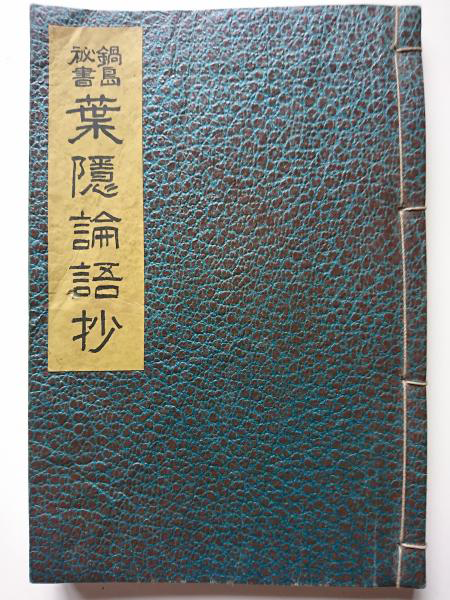
鍋島秘書　葉隠論語抄 。葉隠の「いちょう本」、1939年大木陽堂刊

### 書名の由来
本来「葉隠」とは葉蔭、あるいは葉蔭となって見えなくなることを意味する言葉であるために、蔭の奉公を大義とするという説。さらに、西行の山家集の葉隠の和歌に由来するとするもの、また一説には常長の庵前に「はがくし」と言う柿の木があったからとする説などがある。葉とは「言の葉」言葉を意味するとも言われている。

### 内容
『葉隠』は一般の武士を対象にした武士道論ではなく、藩主に仕える者の心構えと佐賀藩の歴史や習慣に関する知識を集めたものであった。江戸時代には公開が憚られ、一部の人々にしか知られていなかった。
「朝毎に懈怠なく死して置くべし（聞書第11）」とするなど、常に己の生死にかかわらず、正しい決断をせよと説いた。後述の「武士道と云ふは死ぬ事と見付けたり」の文言は有名である。同時代に著された大道寺友山晩年の著作『武道初心集』とも共通するところが多い。
江戸時代はじめ、幕府の意向で中央に近いところでは儒教的な服従と秩序と規律の価値が重視され、武士は役人としての仕事にあくせくしていた。しかし江戸から遠ざかるにつれ、教養のある人々のところから、もっと鬱屈した人間たちのところへ行くにつれて、中央の思想とは違った感情に人は出会うこととなる。名誉心はいっそう峻厳なものとなり、忠誠心はいやが上にも賛美され、単に有用なだけの才能を軽侮することをもってよしとする風があった。死が身近であった戦国の精神がそこには生き残っていた。山本常朝が九州の片隅、肥前（今の佐賀市）で最もラディカルな武士道の書、『葉隠』を口述しえたのはそのような背景がある。
文中、鍋島藩祖である鍋島直茂を武士の理想像として提示しているとされている。また、「隆信様、日峯（直茂）様」など、随所に龍造寺氏と鍋島氏を併記しており、鍋島氏が龍造寺氏の正統な後継者であることを強調している。
当時、主流であった儒学的武士道を「上方風のつけあがりたる武士道」と批判しており、忠義は「これは忠である」と分析できるようなものではなく、行動の中に忠義が含まれているべきで、行動しているときには「死ぐるい（無我夢中）」であるべきだと説いている。赤穂事件についても、主君・浅野長矩の切腹後、すぐに仇討ちしなかったことと、浪士達が吉良義央を討ったあと、すぐに切腹しなかったことを落ち度と批判している。何故なら、すぐに行動を起こさなければ、吉良義央が病死してしまい、仇を討つ機会が無くなる恐れがあるからである。その上で、「上方衆は知恵はあるため、人から褒められるやり方は上手だけれど、長崎喧嘩のように無分別に相手に突っかかることはできないのである」と評している。また、赤穂義士の切腹介錯に何人か失敗して二度斬りしている件について、介錯人が慌てるのではなく「左様の時は先づ相控へ、何事にてなりとも力み候様に仕り、すこしすつくとなり候處をのがさず切り候へば、仕済し候と承り候由なり」と述べている。
この考え方は主流の武士道とは大きく離れたものであったので、藩内でも禁書の扱いをうけたが（鍋島綱茂は吉良義央の甥、吉茂・宗茂は義甥にあたる。また、「主君のために命を捧げるは愚か」「二君に仕えるべし」とする山鹿流は吉良氏と昵懇だった津軽・松浦両家に伝承された）、徐々に藩士に対する教育の柱として重要視されるようになり、「鍋島論語」とも呼ばれた。それ故に、佐賀藩の朱子学者・古賀穀堂は、佐賀藩士の学問の不熱心ぶりを「葉隠一巻にて今日のこと随分事たるよう」と批判し、同じく佐賀藩出身の大隈重信も古い世を代表する考え方だと批判している。
また「葉隠」は巻頭に、この全11巻は火中にすべしと述べていることもあり、江戸期にあっては長く密伝の扱いで、覚えれば火に投じて燃やしてしまう気概と覚悟が肝要とされていたといわれる。そのため原本はすでになく、現在はその写本（孝白本、小山本、中野本、五常本など）により読むことが可能になったものである。これは、山本常朝が6、7年の年月を経て座談したものを、田代陣基が綴って完成したものといわれ、あくまでも口伝による秘伝であったため、覚えたら火中にくべて燃やすよう記されていたことによる。2人の初対面は宝永7（1710年）、常朝52歳、陣基33歳のことという。

### 明治時代以降の『葉隠』受容
1906年（明治39年）3月23日、聞書一・二を中心に分量を五分の一ほどにした中村郁一編『葉隠』（東京・丁酉社）が刊行され、天皇に献上された。この天覧と乃木希典の威光を借りて、1911年（明治44年）2月15日には『鍋島論語葉隠』（平井奎文館）と題名を変えて再版された。そして、『葉隠』を有名にしたのは、佐賀出身の軍人たちの活躍であった。1932年（昭和7年）1月の佐賀郡北川副村新鄕出身の古賀伝太郎連隊長の戦死、同年2月の「爆弾三勇士」の戦死、同年3月の空閑昇少佐の死を、1932年3月『肥前史談』5巻3号が「葉隠精神の発露」と題して以降、『葉隠』は忠君愛国精神のシンボルとなった。
明治中期以降、アメリカ合衆国で出版された英語の書『武士道』が逆輸入紹介され、評価されたが、新渡戸稲造の説く武士道とも大幅に異なっているという菅野覚明の指摘がある。
戦後、軍国主義的書物という誤解から一時は禁書扱いもされたが、現在では地方武士の生活に根ざした書物として再評価されている。戦後、葉隠を愛好した戦中派文学者で、純文学の三島由紀夫は『葉隠入門』を、大衆文学の隆慶一郎は『死ぬことと見つけたり』を出している。両作品は、いずれも葉隠の入門書として知られ、各新潮文庫で再刊された。
また、『葉隠』は処世術・ビジネス本としても受容され、もともとは藩に属する奉公人の心構えを説いたものであるが、『葉隠』には処世術のマニュアル本としての一面もあり、会社勤めの現代のビジネスマンにも重なるところが共感を呼んで『葉隠』に取材したビジネス書も出版されている。

## 「武士道と云ふは死ぬ事と見つけたり」
『葉隠』の記述の中で特に有名な一節であるが、『葉隠』の全体を理解せず、ただとある目的のためには死を厭わないとすることを武士道精神と解釈されてしまっている事が多い。実際、太平洋戦争中の特攻、玉砕や自決時にこの言葉が使われた事実もあり、現在もこのような解釈をされるケースが多い。

しかしながら、そのような解釈は全くの見当違いである。「武士道といふは死ぬ事と見付けたり」で始まる一節は、以下のようなものである。

原文
二つ〳〵の場にて、早く死ぬ方に片付ばかり也。別に子細なし。胸すわつて進む也。（中略）二つ〳〵の場にて、図に当たるやうにする事は及ばざる事也。我人、生る方がすき也。多分すきの方に理が付べし。若図に迦れて生たらば、腰ぬけ也。此境危ふき也。図に迦れて死たらば、気違にて恥にはならず、是は武道の丈夫也。毎朝毎夕、改めては死々、常住死身に成て居る時は、武道に自由を得、一生落度なく、家職を仕課すべき也。
現代語訳
どちらにしようかという場面では、早く死ぬ方を選ぶしかない。何も考えず、腹を据えて進み出るのだ。（中略）そのような場で、図に当たるように行動することは難しいことだ。私も含めて人間は、生きる方が好きだ。おそらく好きな方に理由がつくだろう。（しかし）図にはずれて生き延びたら腰抜けである。この境界が危ないのだ。図にはずれて死んでも、それは気違だというだけで、恥にはならない。これが武道の根幹である。毎朝毎夕、いつも死ぬつもりで行動し、いつも死身になっていれば、武道に自由を得、一生落度なく家職をまっとうすることができるのである。

『葉隠』 は人の「生きる理由」に着目する。「死ぬよりも生きることを優先する」という人間大多数の原則には必ず何らかの理由があると説く。しかし常にその理由を意識し続けているわけではなく、一度でも忘れてしまえば腰抜けに生きるようになり、人生そのものが台無しになるだろう。
そこで死の覚悟を不断に持することによって、自らの生きる理由を見つめ直し「職分を落ち度なく全うする」べきであると説く。武士として恥をかかず、また人間として有意義に生きるために、死ぬ覚悟が不可欠と主張しているのである。このように『葉隠』は死を礼讃しているのではなく、むしろ人生観について説いたものである。

## 刊本
- 岩波文庫 上・中・下。和辻哲郎・古川哲史校訂（重版多数）
  - 上　1940年4月　ISBN 4003300815
  - 中　1941年4月　ISBN 4003300823
  - 下　1941年9月　ISBN 4003300831
- 徳間書店「現代人の古典シリーズ」全2巻。神子侃編訳
  - 葉隠　ISBN 4192421445
  - 続 葉隠　ISBN 4192424886
- 中公クラシックス[9] 全2巻（現代語訳）。奈良本辰也・駒敏郎訳（新版解説は菅野覚明）
  - I　ISBN 4121600908
  - II　ISBN 4121600916
- 教育社新書 上中下（原本現代語訳）。松永義弘訳
  - 上　ISBN 4315401382
  - 中　ISBN 4315401390
  - 下　ISBN 4315401404
- 「葉隠 新校訂 全訳注」 講談社学術文庫（上中下）、菅野覚明（校訂代表）・栗原剛・木澤景・菅原令子訳注
  - 上　2017年9月　ISBN 406292448X
  - 中　2018年5月　ISBN 4065116422
  - 下　2018年11月　ISBN 4065138027
- 「定本 葉隠 全訳注」 ちくま学芸文庫（上中下）、佐藤正英[10]校訂・吉田真樹監訳
  - 上　ISBN 4480098216。2017年10-12月
  - 中　ISBN 4480098224
  - 下　ISBN 4480098232